# Sphenomorphus scutatus
Sphenomorphus scutatus — вид сцинкоподібних ящірок родини сцинкових (Scincidae). Ендемік Палау.

## Поширення і екологія
Sphenomorphus scutatus мешкають на Палау. Вони живуть у вологих рівниних тропічних лісах.